# آلفا-سینوکلئین
آلفا-سینوکلئین (به انگلیسی: Alpha-synuclein) پروتئینی است که در انسان توسط ژن SNCA کدگذاری می‌شود. آلفا سینوکلئین یک پروتئین عصبی است که انتشار وزیکول سیناپسی و ناقل عصبی متعاقب آن را تنظیم می‌کند.
مقدار زیادی از این پروتئین در مغز وجود دارد، در حالی که مقادیر کمتری در قلب، ماهیچه‌ها و سایر بافت‌ها نیز یافت می‌شود. در مغز، آلفا سینوکلئین‌ها عمدتاً در پایانه‌های آکسون نورون‌های پیش سیناپسی وجود دارند و با پروتئین‌ها و فسفولیپیدها در تعامل اند. پایانه‌های پیش سیناپسی، پیام رسان‌های شیمیایی به نام انتقال دهنده‌های عصبی را از کیسه‌هایی به نام وزیکول سیناپسی آزاد می‌کنند. انتشار انتقال دهنده‌های عصبی، تکانه‌های عصبی را بین نورون‌ها منتقل می‌کند (که به آن انتقال عصبی می‌گویند) و برای عملکرد طبیعی مغز بسیار مهم است.
پروتئین آلفا سینوکلئین انسانی از ۱۴۰ آمینو اسید ساخته شده‌است. تحقیقات نشان داده‌است، یک قطعه آلفا سینوکلئین، معروف به جزء غیرآبتای (NAC) آمیلوئیدِ بیماری آلزایمر، که در اصل در بخش غنی شده با آمیلوئید یافت می‌شود، بخشی از پروتئین پیش‌ساز آن، NACP است. همچنین بعدها مشخص شد که NACP هومولوگ انسانیِ سینوکلئین موجود در اژدرماهی است؛ بنابراین، NACP در حال حاضر به عنوان آلفا سینوکلئین انسانی نامیده می‌شود.
آلفا سینوکئین پروتئین ایجاد کننده سینوکلئینوپاتی بوده و در بیماری‌های مرتبط با اجسام لویی (اجسامی که از تجمع بیش از اندازه آلفا سینوکلئین در جسم سلولی نورون‌ها پدید می‌آیند)، مانند زوال عقل اجسام لویی، بیماری پارکینسون و آتروفی سیستم چندگانه، نقش مهمی را ایفا می‌کند.

## بیان بافتی
آلفا سینوکلئین یک پروتئین سینوکلئین با عملکرد ناشناخته است که عمدتاً در بافت عصبی یافت می‌شود و تا یک درصد از کل پروتئین‌های سیتوزول سلول‌های مغز را تشکیل می‌دهد. آلفا سینوکلئین نیز یک پروتئین در بافت عصبی است که در نئوکورتکس، هیپوکامپ، توده سیاه، تالاموس و مخچه بیان می‌شود، اما گاهی در سلول‌های گلیال غیر عصبی نیز وجود دارد. در ملانوسیت‌ها، بیان پروتئین SNCA ممکن است توسط فاکتور رونویسی مرتبط با میکروفتالمیا (MITF) تنظیم شود. ثابت شده‌است که آلفا سینوکلئین به‌طور گسترده‌ای در هسته سلول‌های عصبی مغز پستانداران قرار دارد، که نشان دهنده نقش آلفا سینوکلئین در هسته سلولی است. با این حال، سینوکلئین عمدتاً در انتهای پایانه آکسونی نورون پیش سیناپسی، در هر دو شکل آزاد یا متصل به غشاء یافت می‌شود، در نورون‌ها تقریباً ۱۵ درصد سینوکلئین در هر لحظه به غشاء اتصال پیدا می‌کنند.
همچنین اکتشافات نشان می‌دهد که آلفا سینوکلئین در میتوکندری سلول‌های عصبی نیز قرار دارد. این پروتئین در میتوکندری سلول‌های پیاز بویایی، هیپوکامپ، جسم مخطط و تالاموس، جایی که آلفا سینوکلئین سیتوزولی نیز به وفور وجود دارد، بیان می‌شود. با این حال، قشر مخ و مخچه دو استثنا هستند که حاوی آلفا سینوکلئین سیتوزولی غنی اما سطوح بسیار پایین آلفا سینوکلئین میتوکندریایی هستند. نشان داده شده‌است که آلفا سینوکلئین در غشای داخلی میتوکندری قرار دارد و اثر مهاری آلفا سینوکلئین بر فعالیت کمپلکسِ تنفسیِ I زنجیره تنفسیِ میتوکندری وابسته به رابطه دوز-پاسخ آن است؛ بنابراین، پیشنهاد می‌شود که آلفا سینوکلئین در میتوکندری به‌طور متفاوتی در مناطق مختلف مغز بیان می‌شود و سطوح پس‌زمینه آلفا سینوکلئینِ میتوکندری ممکن است یک عامل بالقوه مؤثر بر عملکرد میتوکندری باشد و برخی از نورون‌ها را مستعد انحطاط کند.
حداقل سه ایزوفرم سینوکلئین از طریق پیوند جایگزین تولید می‌شود. یکی از نوع ایزوفرم‌های پروتئینِ آلفا سینوکلئین که بیشتر از بقیه مورد بررسی قرار گرفته، پروتئین کامل از ۱۴۰ اسید آمینه است. ایزوفرم‌های دیگر شامل آلفا سینوکلئین-۱۲۶، که به دلیل از دست دادن اگزون ۳ فاقد باقی مانده‌های ۴۱–۵۴ است، و آلفا سینوکلئین-۱۱۲، که به دلیل از دست دادن اگزون ۵ فاقد باقیمانده ۱۰۳–۱۳۰ است، می‌شود.

## ساختار
آلفا سینوکلئین به عنوان یک پروتئین ذاتاً بی نظم در نظر گرفته می‌شود، یعنی فاقد یک ساختار سه بعدی منفرد است. از سال ۲۰۱۴، تعداد فزاینده ای از گزارش‌ها حاکی از وجود ساختارهای جزئی یا حالت‌های الیگومری عمدتاً منظم در ساختار محلول آلفا سینوکلئین حتی در غیاب لیپیدها است. این مسئله همچنین توسط تعداد زیادی از اندازه‌گیری‌های تک مولکولی (انبرک نوری) بر روی نسخه‌های منفرد مونومر، دایمرها و تترامرهای آلفا سینوکلئین دارای پیوندهای کووالانسی پشتیبانی می‌شود.
آلفا سینوکلئین به‌طور خاص در یک جمعیت مجزا از پایانه‌های پیش سیناپسی مغز در طول دوره ای از بازآرایی سیناپسی مربوط به بیان ژن تنظیم می‌شود. شواهد نشان می‌دهد که آلفا سینوکلئین به‌طور قابل توجهی با توبولین تعامل دارد و ممکن است به عنوان یک پروتئین مرتبط با میکروتوبول، مانند پروتئین تاو، فعالیت داشته باشد. تحقیقات مشخص کرده‌است که آلفا سینوکلئین به‌عنوان یک همراه مولکولی در تشکیل کمپلکس‌های SNARE عمل می‌کند، به ویژه، در طول فعالیت سیناپسی به‌طور همزمان به فسفولیپیدهای غشای پلاسمایی از طریق دامنه N-پایانه آن و به سیناپتوبروین-۲ از طریق دامنه C-پایانۀ خود متصل می‌شود. شواهد فزاینده ای نیز وجود دارد که آلفا سینوکلئین در عملکرد دستگاه گلژی نورون‌ها و حرکت وزیکول نیز نقش دارد.
ظاهراً آلفا سینوکلئین برای رشد طبیعی عملکردهای شناختی ضروری است. طی بررسی بر روی موش‌ها، غیرفعال سازی هدفمند بیان آلفا سینوکلئین، اختلال در یادگیری فضایی و حافظه کاری را نشان داد.

### برهمکنش با غشاهای لیپیدی
شواهد تجربی در مورد برهمکنش آلفا سینوکلئین با غشاء و درگیری آن با ترکیب و گردش غشا جمع‌آوری شده‌است. غربالگری ژنوم ساکارومایسس سرویزیه نشان داده‌است که چندین ژن که با متابولیسم لیپید و همجوشی میتوکندری سروکار دارند، در سمیت آلفا سینوکلئین نقش دارند. برعکس، سطح بیان آلفا سینوکلئین می‌تواند بر ویسکوزیته و مقدار نسبی اسیدهای چرب در لایه‌های لیپیدی تأثیر بگذارد.

## برای مطالعهٔ بیشتر
- Blakeslee S (2002-05-27). "In Folding Proteins, Clues to Many Diseases -". New York Times.
- Polymeropoulos MH, Lavedan C, Leroy E, Ide SE, Dehejia A, Dutra A,  et al. (June 1997). "Mutation in the alpha-synuclein gene identified in families with Parkinson's disease". Science. 276 (5321): 2045–7. doi:10.1126/science.276.5321.2045. PMID 9197268.
- Neumann M, Kahle PJ, Giasson BI, Ozmen L, Borroni E, Spooren W,  et al. (November 2002). "Misfolded proteinase K-resistant hyperphosphorylated alpha-synuclein in aged transgenic mice with locomotor deterioration and in human alpha-synucleinopathies". The Journal of Clinical Investigation. 110 (10): 1429–39. doi:10.1172/JCI15777. PMC 151810. PMID 12438441.
- George JM (2001). "The synucleins". Genome Biology. 3 (1): REVIEWS3002. doi:10.1186/gb-2001-3-1-reviews3002. PMC 150459. PMID 11806835.
- Lavedan C (September 1998). "The synuclein family". Genome Research. 8 (9): 871–80. doi:10.1101/gr.8.9.871. PMID 9750188.
- Ozawa T, Wakabayashi K, Oyanagi K (February 2002). "[Recent progress in the research of multiple system atrophy with special references to alpha-synuclein and suprachiasmatic nucleus]". No to Shinkei = Brain and Nerve. 54 (2): 111–7. PMID 11889756.
- Cole NB, Murphy DD (2002). "The cell biology of alpha-synuclein: a sticky problem?". Neuromolecular Medicine. 1 (2): 95–109. doi:10.1385/NMM:1:2:95. PMID 12025860. S2CID 7313626.
- Iwatsubo T (June 2002). "[alpha-synuclein and Parkinson's disease]". Seikagaku. The Journal of Japanese Biochemical Society. 74 (6): 477–82. PMID 12138709.
- Trojanowski JQ, Lee VM (October 2002). "Parkinson's disease and related synucleinopathies are a new class of nervous system amyloidoses". Neurotoxicology. 23 (4–5): 457–60. doi:10.1016/S0161-813X(02)00065-7. PMID 12428717.
- Alves da Costa C (February 2003). "Recent advances on alpha-synuclein cell biology: functions and dysfunctions". Current Molecular Medicine. 3 (1): 17–24. doi:10.2174/1566524033361690. PMID 12558071.
- Ma QL, Chan P, Yoshii M, Uéda K (April 2003). "Alpha-synuclein aggregation and neurodegenerative diseases". Journal of Alzheimer's Disease. 5 (2): 139–48. doi:10.3233/JAD-2003-5208. PMID 12719631.
- Di Rosa G, Puzzo D, Sant'Angelo A, Trinchese F, Arancio O (October 2003). "Alpha-synuclein: between synaptic function and dysfunction". Histology and Histopathology. 18 (4): 1257–66. doi:10.14670/HH-18.1257. PMID 12973692.
- Baptista MJ, Cookson MR, Miller DW (February 2004). "Parkin and alpha-synuclein: opponent actions in the pathogenesis of Parkinson's disease". The Neuroscientist. 10 (1): 63–72. doi:10.1177/1073858403260392. PMID 14987449. S2CID 84671340.
- Kim S, Seo JH, Suh YH (May 2004). "Alpha-synuclein, Parkinson's disease, and Alzheimer's disease". Parkinsonism & Related Disorders. 10 Suppl 1: S9-13. doi:10.1016/j.parkreldis.2003.11.005. PMID 15109581.
- Sidhu A, Wersinger C, Vernier P (May 2004). "alpha-Synuclein regulation of the dopaminergic transporter: a possible role in the pathogenesis of Parkinson's disease". FEBS Letters. 565 (1–3): 1–5. doi:10.1016/j.febslet.2004.03.063. PMID 15135042. S2CID 84234417.
- Vekrellis K, Rideout HJ, Stefanis L (August 2004). "Neurobiology of alpha-synuclein". Molecular Neurobiology. 30 (1): 001–022. doi:10.1385/MN:30:1:001. PMID 15247485. S2CID 19841463.
- Chiba-Falek O, Nussbaum RL (2004). "Regulation of alpha-synuclein expression: implications for Parkinson's disease". Cold Spring Harbor Symposia on Quantitative Biology. 68: 409–15. doi:10.1101/sqb.2003.68.409. PMID 15338643.
- Pankratz N, Foroud T (April 2004). "Genetics of Parkinson disease". NeuroRx. 1 (2): 235–42. doi:10.1602/neurorx.1.2.235. PMC 534935. PMID 15717024.
- Singleton AB (August 2005). "Altered alpha-synuclein homeostasis causing Parkinson's disease: the potential roles of dardarin". Trends in Neurosciences. 28 (8): 416–21. doi:10.1016/j.tins.2005.05.009. PMID 15955578. S2CID 53204736.
- Yu S, Uéda K, Chan P (2005). "Alpha-synuclein and dopamine metabolism". Molecular Neurobiology. 31 (1–3): 243–54. doi:10.1385/MN:31:1-3:243. PMID 15953825. S2CID 37132914.
- Lee HG, Zhu X, Takeda A, Perry G, Smith MA (July 2006). "Emerging evidence for the neuroprotective role of alpha-synuclein". Experimental Neurology. 200 (1): 1–7. doi:10.1016/j.expneurol.2006.04.024. PMID 16780837. S2CID 54366198.
- Giorgi FS, Bandettini di Poggio A, Battaglia G, Pellegrini A, Murri L, Ruggieri S,  et al. (2006). "A short overview on the role of alpha-synuclein and proteasome in experimental models of Parkinson's disease". Journal of Neural Transmission. Supplementum. Journal of Neural Transmission. Supplementa. 70 (70): 105–9. doi:10.1007/978-3-211-45295-0_17. ISBN 978-3-211-28927-3. PMID 17017516.